# Condición de no deslizamiento
En dinámica de fluidos, la condición de no deslizamiento para fluidos viscosos supone que en un borde sólido, el fluido tendrá una velocidad nula respecto al borde.
La velocidad del fluido en todas los bordes de un conjunto "fluido-sólido" es igual a la de la frontera sólida. Conceptualmente, se puede pensar en las moléculas más externas del fluido como pegadas a las superficies por las que fluye. Dado que la solución está prescrita en determinados lugares, este es un ejemplo de una condición de contorno de Dirichlet.

## Justificación física
Las partículas cercanas a una superficie no se mueven con un flujo cuando la adhesión es más fuerte que la cohesión.
En la interfaz fluido-sólido, la fuerza de atracción entre las partículas del fluido y las del sólido (fuerzas de adhesión) es mayor que la que existe entre las partículas del fluido (fuerzas de cohesión). Este desequilibrio de fuerzas reduce la velocidad del fluido a cero.
La condición de no deslizamiento sólo se define para los flujos viscosos y cuando el concepto de continuo es válido.

## Excepciones
Como ocurre con la mayoría de las aproximaciones de ingeniería, la condición de no deslizamiento no siempre se cumple en la realidad. Por ejemplo, a una presión muy baja (por ejemplo, a gran altura), incluso cuando la aproximación al vacío sigue siendo válida, puede haber tan pocas moléculas cerca de la superficie que éstas "reboten" por la superficie. Una aproximación común para el deslizamiento de los fluidos es:
{\displaystyle u-u_{\text{Wall}}=\beta {\frac {\partial u}{\partial n}}}
donde {\displaystyle n} es la coordenada normal a la pared y {\displaystyle \beta } se denomina longitud de deslizamiento. Para un gas ideal, la longitud de deslizamiento se aproxima a menudo como {\displaystyle \beta \approx 1.15\ell }, donde {\displaystyle \ell } es el camino libre medio.
Mientras que la condición de no deslizamiento se utiliza casi universalmente en el modelado de flujos  viscosos, a veces se desprecia en favor de la "condición de no penetración" (en la que la velocidad del fluido normal a la pared se ajusta a la velocidad de la pared en esta dirección, pero la velocidad del fluido paralela a la pared no está restringida) en los análisis elementales de flujo no viscoso, donde se desprecia el efecto de la capa límite.
La condición de no deslizamiento plantea un problema en la teoría del flujo viscoso en las líneas de contacto: lugares donde una interfaz entre dos fluidos se encuentra con un límite sólido. Aquí, la condición de no deslizamiento implica que la posición de la línea de contacto no se mueve, lo que no se observa en la realidad. El análisis de una línea de contacto en movimiento con la condición de no deslizamiento da lugar a tensiones infinitas que no se pueden integrar. Se cree que la velocidad de movimiento de la línea de contacto depende del ángulo que hace la línea de contacto con la frontera sólida, pero el mecanismo que hay detrás de esto aún no se entiende del todo.